# Wostok (Uhren)

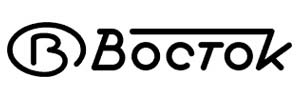
Wostok-Logo

Die russische Uhrenfabrik Wostok (russisch Восток „Osten“, „Orient“) wurde 1942 auf Befehl Josef Stalins gegründet und befindet sich heute in der Stadt Tschistopol 800 km östlich von Moskau. Notwendig wurde die Verlegung der Zweiten Moskauer Uhrenfabrik im Zuge des Zweiten Weltkrieges aufgrund heranrückender Wehrmachtstruppen.
Seitdem ist Wostok einer der offiziellen Lieferanten der russischen und früheren Sowjetischen Armee. Nach dem Ende des Zweiten Weltkrieges wurden neben Borduhren für Flugzeuge, Panzer und U-Boote auch Armbanduhren hergestellt. Bis in jüngerer Zeit waren diese jedoch nur in speziellen Geschäften ausschließlich für Militärangehörige erhältlich.
Die bekanntesten Modelle sind die Wostok Komandirskije (deutsch: Kommandant), die seit 1962 hergestellt wurde, und die Wostok Amphibia seit 1968, die vorwiegend als Armbanduhren für Herren an das Verteidigungsministerium der Russischen Föderation ausgeliefert wurden. Entsprechende Modelle tragen auf dem Zifferblatt den Vermerk „ЗАКАЗ МО СССР“.

## Uhrwerk
Die Uhrwerke beruhen auf modifizierten Schweizer Valjoux-Kalibern in robuster Bauweise. Die automatischen Kaliber bringen es dabei durch ihre Schwungmasse auf ein Gewicht von über 50 Gramm. Außerdem gibt es antimagnetische Modelle, bei denen die Unruh durch eine Schale aus Weicheisen abgeschirmt ist. Charakteristisch ist die verschraubte Krone der wasserdichten Uhrengehäuse. Der Uhrenboden ist ebenfalls verschraubt und besteht aus zwei Teilen. Der eigentliche Deckel wird zusammen mit einem Ring mittels eines Gewindes auf eine Gummidichtung verschraubt. Für die Amphibia-Modelle soll dies eine Wasserdichtigkeit bis 200 Meter Tiefe gewährleisten.
Weit verbreitet ist das Wostok Automatik Kaliber 2416. Dieses mechanische Uhrwerk hat 31 Steine, eine Stoßsicherung, eine Gangreserve von 31 Stunden, einen kugelgelagerten Schwungrotor und eine Ankerhemmung. Die Unruh schwingt mit 19.800 Halbschwingungen pro Stunde.
Das Handaufzugskaliber von Wostok Nr. 2414 wird mittlerweile weniger produziert. Es hat 17 Steine, Ankerhemmung, 19.800 Halbschwingungen pro Stunde, Stoßsicherung, Datumsanzeige und eine zentrale Sekunde. Die Gangreserve beträgt bei Vollaufzug 43 Stunden.

## Aussehen
Die überwiegende Mehrheit sowohl der alten wie der neuen Zifferblätter zeigt militärische Motive. Dennoch gab und gibt es Auflagen mit zivilen und Werbemotiven nicht nur von sowjetischen Firmen. Die Gehäuseformen unterlagen ebenfalls dem Wandel der Zeit und der Verfügbarkeit, da diese nicht von Wostok selbst hergestellt wurden. So wurde zeitweise auch Kunststoff für die Uhrengehäuse verwendet.

## Fälschungen
Die Beliebtheit sowjetischer Uhren hat auch Fälscher auf den Plan gerufen. Typische Unterschiede zu den Originalen sind zumeist eine zu kleine Krone sowie ein einteiliger Boden mit Plastikdichtung. Die folgenden Bilder zeigen jeweils eine Original-Wostok im Vergleich zu einer Fälschung.

Links Original, rechts Fälschung
Links Original, rechts Fälschung
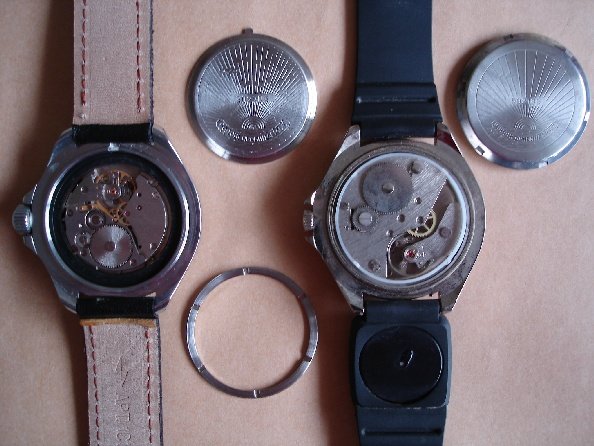
Links Original, rechts Fälschung